# مارك غونزالفز
مارك غونزالفز (بالإنجليزية: Marc Gonsalves)‏ هو ضابط أمريكي، (و. 1900  م).